# Шмурло, Августин
Август (Августин) Шмурло (1821—1888) — польский филолог и педагог.
В 1842 году окончил историко-филологическое отделение Московского университета. Был преподавателем в 1-й Варшавской губернской гимназии (с 1849 года) и Шляхетском институте (с 1854 года) в Варшаве. С 1857 года состоял профессором римской и греческой литературы в Варшавской духовной академии, а с 1862 года — адъюнкт-профессором в Варшавской Главной школе.
Основные работы: «Historia literarum romanarum brevissime exposita» (Варшава, 1851); «О kulturze Grecji prelekcja wstępna w Szkole Głównej» (ib., 1863); «О dziejowem stanowisku starozytności klasicznej» (ib., 1862); «Kilka slow о celu i kierynku gimnazjalnego naucznia» (1865). Он также перевёл «Илиаду» Гомера на польский язык (Варшава, 1887).

## Источник
- Шмурло, Августин // Энциклопедический словарь Брокгауза и Ефрона : в 86 т. (82 т. и 4 доп.). — СПб., 1890—1907.